# Nacionálně socialistická česká dělnická a rolnická strana
Nacionálně socialistická česká dělnická a rolnická strana (NSČDRS), označovaná také jako Strana zeleného hákového kříže, vznikla ihned po 15. březnu 1939 v Kojetíně.
Jejím zakladatelem byl František Mikuláš Mlčoch, absolvent vojenské akademie ve Vídni, zběh z Rakousko-uherské armády, příslušník Československých legií v Rusku, prvorepublikový komunista a zakladatel orgánu Ústřední revoluční národní výbor, který se pokoušel v roce 1920 na Kladně organizovat dobrovolnickou rudou armádu a převzít v oblasti Kladenska moc. Ve 30. letech strávil Mlčoch jako nadšený komunista několik let v Sovětském svazu. V roce 1938 je již poněkud názorově posunut, píše totiž dopis Konrádu Henleinovi a nabízí své služby nacistické myšlence. NSČDRS později buduje na vůdcovském principu a je podle svých vyjádření zcela oddán Adolfu Hitlerovi.
NSČDRS měla v Kojetíně asi 200 členů, postupně získávala strana členy především na Moravě, konkrétně v okresech Kroměříž, Přerov, Olomouc, Vsetín, Zlín, Moravská Ostrava, Brno, ale i v Praze. Největší počet členů, tedy okolo 3000, měla NSČDRS v letech 1940 až 1942, potom začal její vliv zcela upadat.
Mezi jejími členy byla řada konfidentů, pracujících pro gestapo a Sicherheitsdienst. Strana zaujímala negativní postoj k oficiální protektorátní organizaci Národní souručenství a Mlčoch nabízel německé armádě české dobrovolníky pro válku proti bolševismu na východní frontě. Program strany byl silně antisemitský a antidemokratický. Podle některých svědectví se František Mikuláš Mlčoch snažil získat jako členy strany i některé osobnosti z kultury, například herce Františka Smolíka. Jeden z mála umělců, kterého se podařilo získat do řad strany byl režisér, herec a scenárista Vladimír Majer. Strana se také pokusila založit vlastní pořádkové síly po vzoru SA, nazvané Pořádková služba a vedené hospodským rváčem Hynkem Olšákem. Později měli členové Pořádkové služby prodělat vojenský výcvik.
Od roku 1943 strana nevyvíjela prakticky žádnou aktivitu, někteří členové přijali německou národnost. Strana zanikla se zánikem Třetí říše a jak František Mikuláš Mlčoch, tak Hynek Olšák a další kolaboranti byli souzeni a odsouzeni. Mlčoch byl odsouzen 26. dubna 1946 k trestu smrti oběšením a popraven. Olšák byl popraven oběšením 30. 1. 1946 v Uherském Hradišti.